# Periphyllopsis galatheae
Periphyllopsis galatheae is een schijfkwal uit de familie Periphyllidae. De kwal komt uit het geslacht Periphyllopsis. Periphyllopsis galatheae werd in 1959 voor het eerst wetenschappelijk beschreven door Kramp. 